# Edelsitz Lustenfelden

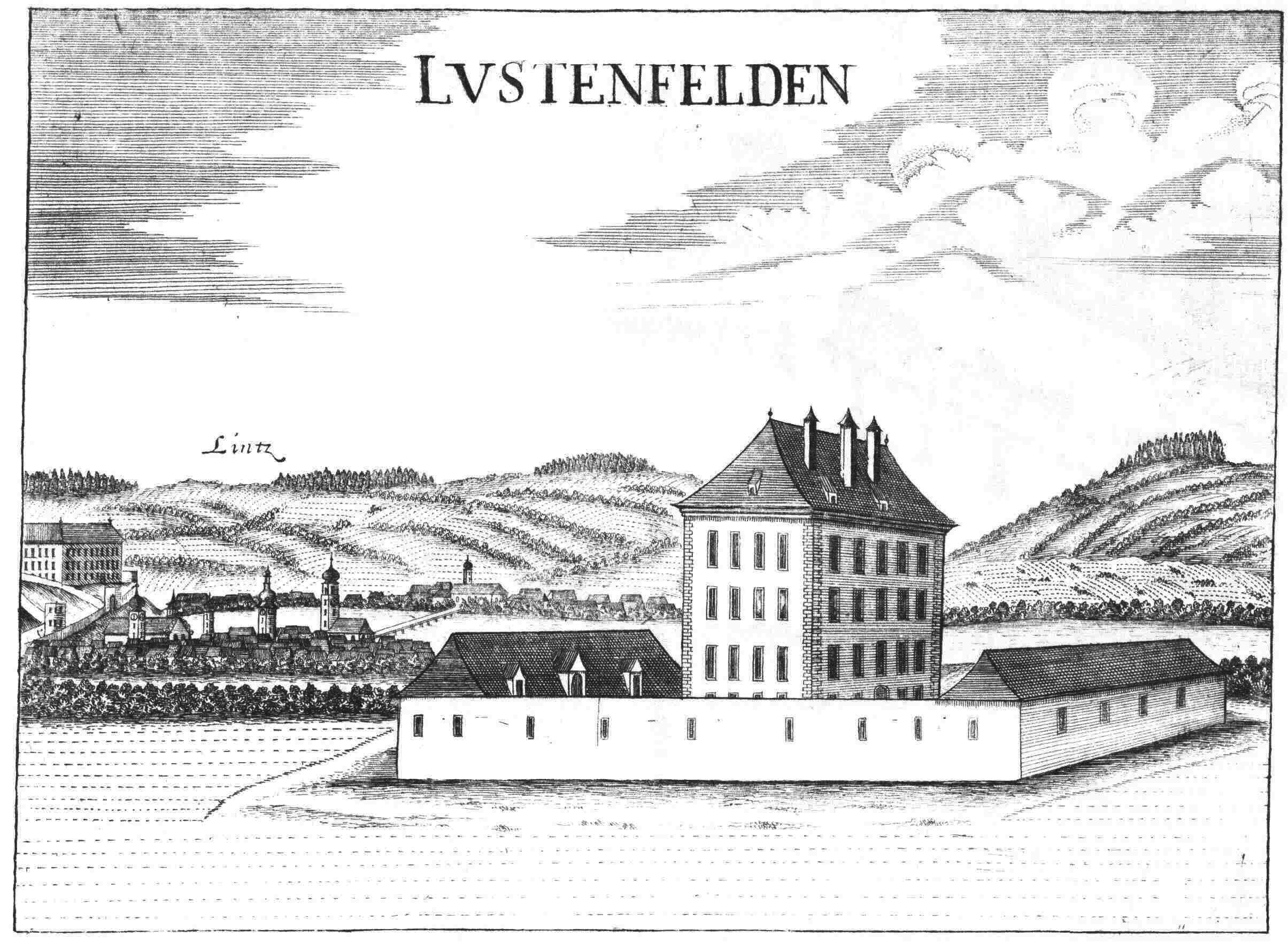
Lustenfelden (Kaplanhof) nach einem Stich von Georg Matthäus Vischer von 1674

Der Edelsitz Lustenfelden lag im heutigen Linzer Stadtteil Kaplanhof. Die Bezeichnung Lustenfelden wurde vom nahen Augebiet Lustenau abgeleitet. Die spätere Bezeichnung Kaplanhof stammt vom kaiserlichen Forstmeister Kaplan, der den Freisitz 1589–1600 besaß, und ging schließlich auf den gesamten Stadtteil über.

## Geschichte

### Vom Bauernhof zum Edelsitz
Zu einem nicht mehr näher zu bestimmenden Zeitpunkt entstand östlich von Linz der Hof zu Pfaffenhart. Ursprünglich war dieser ein Passauer Lehen, ausgereicht an die Pfaffenhart (1260), die bis ins 15. Jahrhundert den Hof bewirtschafteten. Die urkundliche Überlieferung beginnt im ersten Drittel des 15. Jahrhunderts. Die damaligen Besitzer waren die Schaller (Schuller), ein Freistädter Rittergeschlecht. Walchun der Schaller siegelte erstmals 1408, dann auch noch 1425. Er hinterließ seiner Frau Barbara eine Tochter Elspet, diese übernahm als Erbe den Hof zu Pfaffenhart und brachte ihn in die Ehe mit Peter Greil zu Erdperg ein, der mit den Schallers schon früher in enger geschäftlicher Beziehung stand. Beide verkauften 1431 den Hof zu Pfaffenhart an den Linzer Bürger und Ratsmitglied Michael Herzog. Dieser wurde vom Passauer Bischof als Lehensnehmer bestätigt.
In dieser Familie verblieb Pfaffenhart bis Mitte des 15. Jahrhunderts. Dann vermählte sich die Tochter Barbara des Michael Herzog mit Wolfgang Hohenfurtner I. († 1471) und brachte ihren Anteil am Hof in die Ehe ein. Bis 1476 waren der ganze Hof und weitere Hofstätten im Besitz des Hohenfurtners. Wolfgang Hohenfurtner hatte vier Söhne (Thomas, Hans, Sigmund, Wolfgang II.) und drei Töchter (Ottilie, Amalie, Margareth). Hans Hohenfurtner erscheint in einem Lehensbrief erstmals 1468 als Mitbesitzer des Hofes zu Pfaffenhart. Der Passauer Bischof Ulrich von Nußdorf verlieh letztendlich 1476 dem Sigmund Hohenfurtner den Hof zu Pfaffenhart. Nach dem Tode des Sigmunds (vor 1507) bekam sein Bruder Wolfgang gemeinsam mit seinem Vetter Bernhart von Bischof Wiguleus von Passau den Hof zu Pfaffenhart zum Lehen. Bernhart († 1531), der mehrere wichtige Ämter ausfüllte (Pfleger zu Waxenberg 1527, Siechenmeister des „Sundersiechenhauses“ zu Linz 1522) blieb in der Folge der einzige männliche Hohenfurtner und so kam der ganze Familienbesitz an ihn.

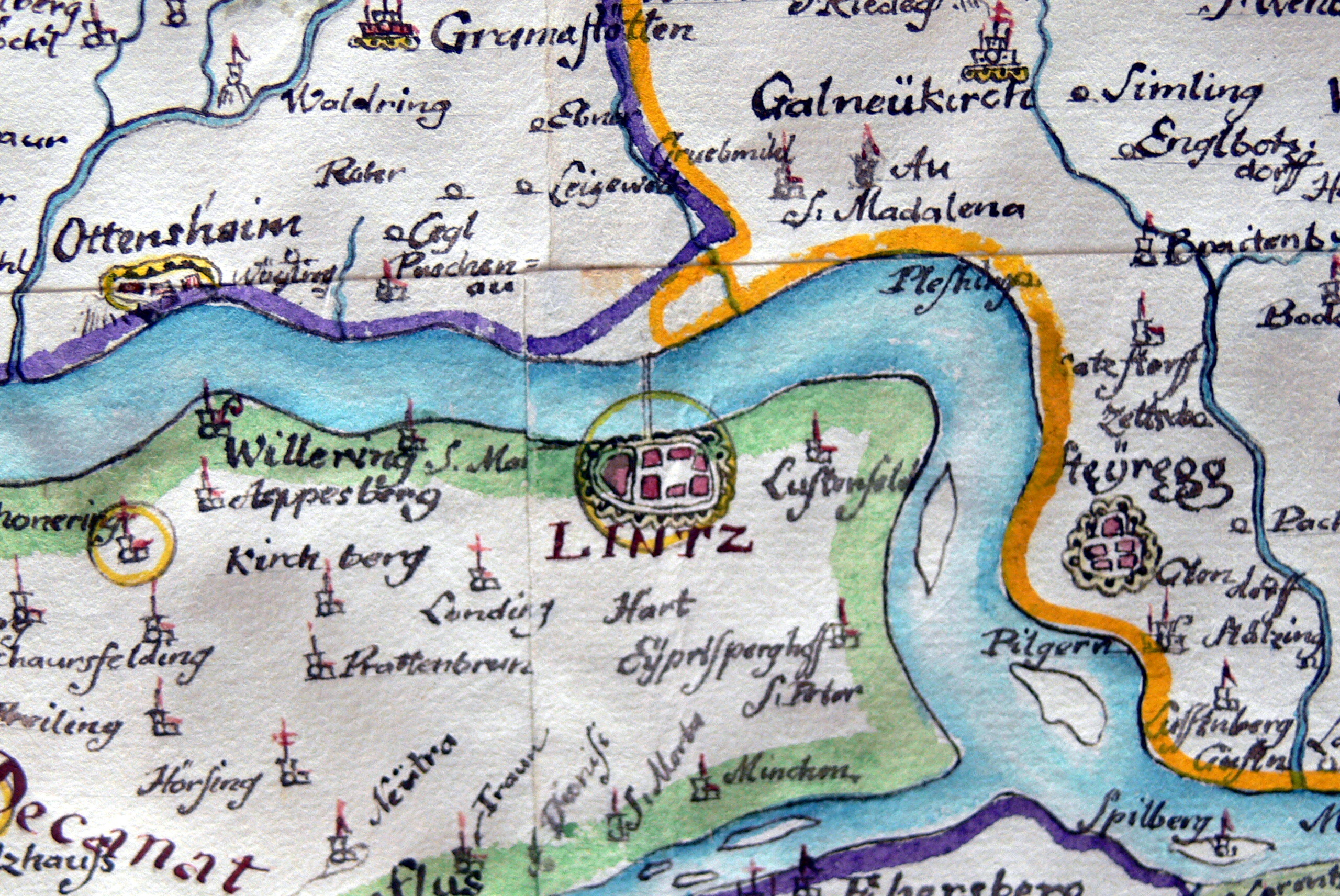
Landkarte der Diözese Passau (1719) – Detail: Linz und Umgebung mit Lustenfelden

Bernhart Hohenfurter gelang unter Kaiser Ferdinand I. der Aufstieg in den Adelsstand. Am 30. März 1528 gewährte ihm der Kaiser die Allodifizierung seines Lehens. Am 20. Dezember 1529 bekam er das Recht, drei Dreilinge Wein aus seinen niederösterreichischen Weingärten auf seinem Sitz Pfaffenhart „ohne Behinderung“ ungeldfrei auszuschenken, obwohl das Gut innerhalb der Meile der Stadt Linz lag. Für seine Verdienste um das „Haus Österreich“ erhielt er am 26. April 1530 von Kaiser Ferdinand schließlich die Bewilligung, sein Stammgut Pfaffenhart in Lustenfelden umzunennen und sich selbst und seine Erben als „Hohenfurtner von Lustenfelden“ zu bezeichnen. Damit war Lustenfeld endgültig zu einem Dominikalgut geworden. Die an Lustenfelden zinspflichtigen Bauernhöfe bildeten aber kein geschlossenes Herrschaftsgebiet, sondern waren über das Mühlviertel und Traunviertel verstreut; dies war für viele Herrschaften typisch. Bernhard zeugte mit seiner Frau Ursula, geb. Grandner, fünf Töchter (Katharina, Anna, Felicitas, Barbara, Margreth). Den großen Besitz Bernharts verwaltete vorerst seine Witwe für ihre Kinder, wobei in den folgenden Jahren (1544 bzw. endgültig 1564 nach dem Tod der Ursula Grandner) der Besitz unter diesen aufgeteilt wurde. Für die Historie von Lustenau am wichtigsten ist die Tochter Felicitas, in erster Ehe verheiratet mit dem Linzer Bürger Wolfgang Düer und in zweiter Ehe mit Christoph Hackhl; sie hatte einen Sohn (Bernhart Düer).

### Lustenfelden wird zum Kaplanhof
Der Freisitz Lustenfelden ist nach dem Tode Bernhart Hohenfurtners als erledigtes Lehen an das Bistum Passau zurückgefallen. Diesen erwarb Hieronymus Freiherr von Sprinzenstein und erhielt ihn auch als „adeliges vermants valligs Lehen“ vom Hochstift Passau. Nach 1540 ging der Sitz durch Kauf an Anton von Taxis, der römisch kaiserlichen Majestät Hofpostmeister, über, der ihn 1548 an seinen Sohn Christoph von Taxis vererbte. Allerdings sind die Dinge nicht so klar, wie es scheint. Christoph von Taxis führt in einem Schreiben von 1550 an, dass es seinem Vater und auch ihm nicht gelungen war, seines Besitzes Lustenfelden habhaft zu werden. Eine von ihm an den Pfleger von Ebelsberg, Johann Stierl, gerichtete Klage auf Abtretung verlief im Sande und so können die Taxis trotz ihres Rechtstitels mit Lustenfelden in keine Beziehung gebracht werden. Offenkundig hat Felicitas Hohenfurtner den Besitz behaupten können und scheint hier mit ihren Ehemännern weiter auf.
Eine größere Auseinandersetzung zwischen diesen und der Stadt Linz begann 1556 wegen der Ungeltbefreiung (Schanksteuer) von 1529 und dem Versuch, Wein in Lustenfelden auszuschenken. Die Stadt Linz ließ mehrmals Weinfässer des Christoph Hackhl beschlagen, da nach ihrer Rechtsauffassung das kaiserliche Privileg an die Hohenfurtner rechtsirrig ausgestellt war (nach früheren Linzer Freiheitsbriefen habe nur die Stadt Linz das Recht zum Ausschank bzw. das Recht zur Einforderung von Ungelt). Mehrere von Felicitas Hohenfurtner (Hackhl) bzw. Christoph Hackhl angestrengte Prozesse gingen zu Gunsten der Stadt Linz aus. Erst ein späterer Besitzer von Lustenfelden, nämlich der politisch wesentlich potentere Wolfgang Jörger, setzte diesen Anspruch durch. Sein Nachfolger, Helmhart Christoph Ungnad von Weißenwolff, errichtete sogar 1687 in Lustenfelden eine eigene Brauerei, wobei ihm seine Stellung als Landeshauptmann von Oberösterreich dienlich war.
Durch die zweite Heirat der Felicitas Hohenfurtner kam Lustenfelden an Christoph Hackhl († 1577). Auch dieser hatte keine männlichen Nachkommen. Seine Gattin Felicitas (die eigentliche Besitzerin von Lustenfeld) dürfte vor ihm gestorben sein. Vermutlich verwaltete nach dem Hackhl Josef Stangl von Waldenfels, Gatte der Anna Hohenfurtner, als „Häcküscher vormund“ Lustenfelden. Durch Kauf kam Lustenfelden 1589 dann an Hans Balthasar Kaplan, kaiserlicher Forstmeister in Österreich ob der Enns (seitdem Kaplanhof genannt). Dieser erhielt vom Passauer Bischof auch den Lehensbrief. Die Kaplans waren ein kleines Mühlviertler Adelsgeschlecht, die auch in Linz Besitzungen hatten.

### Lustenfelden unter den Jörgers
Aufgrund finanzieller Schwierigkeiten konnte sich Kaplan nicht lange auf Lustenfelden halten. Nach mehreren Notverkäufen musste er sich von Wolfgang Jörger eine größere Summe Geldes leihen und dafür seinen Lustenfeldener Besitz verpfänden. Wegen ausstehender Rückzahlungen begann Wolfgang Jörger 1599, seine Hand auf Lustenfelden auszustrecken. 1600 übernahm er Lustenfelden in Pfandnutzung. Allerdings war Kaplan damit nicht einverstanden und es entstand darüber ein mehrjähriger Rechtsstreit. Nach dem Tode des Wolfgang Jörgers (1613) wurde dieser von seinem Sohn Helmhart Jörger fortgesetzt. Auch Hans Kaplan erlebte den Ausgang des Streites nicht mehr; ab 1623 trat seine Tochter Anna in den Prozess ein. Ihr vermutlicher Gatte Johann Raesfeldt von Rosenthal (Hallamtsverwalter zu Ischl) bewarb sich 1623 beim Passauer Bischof um die Verleihung des Lehens Lustenfelden.
Auf Lustenfelden schlossen die oberösterreichischen Landstände mit dem Anführer Laurentius Ramée des Passauer Kriegsvolkes (im Volksmund Rammauf genannt), das 1610/11 plündernd das Land durchzog, einen Vertrag, nach dem dieser das Land friedlich räumen sollte. Linz blieb in der Tat verschont, das Kriegsvolk zog vandalisierend durch das Mühlviertel Richtung Budweis ab.
Da Helmhart Jörger ein eifriger Protestant war, kam er nach der Niederlage des protestantischen Adels in der Schlacht am Weißen Berg 1620 in Bedrängnis. Er wurde in Wien verhaftet und wegen Hochverrats zum Tode verurteilt und eingekerkert. Durch einen Begnadigungsakt des Kaisers von 1625 kam er wieder frei, auch ein Teil seiner Güter (Schloss Köppach, Schloss Erlach) wurde ihm wieder zugesprochen, während die Herrschaft Steyregg, von der aus Lustenfeld verwaltet wurde, in die Zwangsverwaltung des Kaisers gelangen sollte. Zudem hatte der Bischof von Passau 1623 gegen den Jörger einen Prozess wegen Felonie (Lehensuntreue) begonnen und wollte die Gelegenheit nutzen, Lustenfelden wieder an sich zu ziehen. Nach einem langwierigen Rechtsstreit wurden Helmhart Jörger 1628 das Amt Lustenfelden aber ausgefolgt. Damit war der Rechtsstreit aber noch nicht beendet, da Passau wieder die Felonie-Anklage einbrachte. Das Ende des Prozesses hat Helmhart Jörger († 1631) nicht mehr erlebt. Obwohl Jörger zwei Töchter hatte, bestand der Bischof von Passau darauf, Lustenfelden und Steyregg als heimgefallene Lehen zu betrachten. Dem stimmte auch der Kaiser zu. Als Pfleger dieser Güter wurde der Lehensprobst Hans Christoph von Thürheim († 1634) bestimmt.

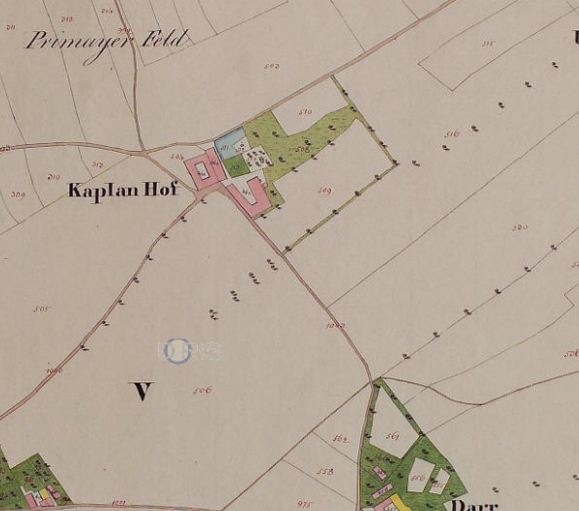
Lage des Kaplanhofes nach dem Franziszeischen Kataster

### Lustenfelden unter der Weißenwolffs

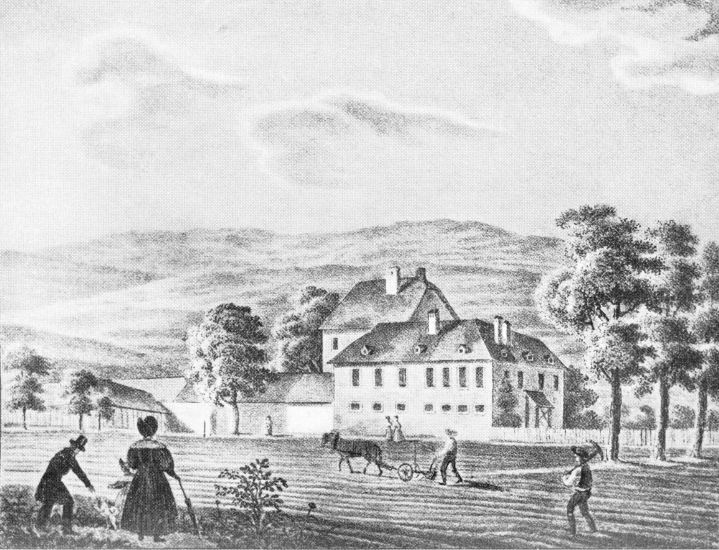
Freisitz Lustenfelden (Kaplanhof) nach einer Lithographie von J. Hardinger von 1835

Die Tochter Maria Elisabeth heiratete den wieder katholisch gewordenen David Ungnad von Ennsegg und Sonnegg. 1635 kam es zu einem Vertrag mit dem Passauer Hochstift, nach dem das Amt Lustenfelden an die Ungnads kommen sollte. Der schon genannte Johann Raesfeldt als Schwiegersohn des Kaplans versuchte dennoch mehrmals, in den Besitz von Lustenfelden zu kommen. Dies wurde jedoch von der Landeshauptmannschaft abgewiesen. Bei der Teilung des Jörgerschen Erbes fielen Maria Elisabeth neben Lustenfelden Schloss Steyregg, Schloss Erlach sowie das Jörgersche Freihaus in Linz zu. Die jüngere Tochter Anna Magdalena, verheiratet Gräfin von Harrach, erhielt die anderen Besitztümer ihres Vaters, z. B. Schloss Köppach. Nach dem Tode des David Ungnad († 1672), in der Zwischenzeit zum Grafen Weißenwolff erhoben, kam das Erbe an seinen einzigen Sohn Helmhart Christoph (* 1635). Nach dessen Tod (1702) wurde derausgedehnte Besitz unter seinen drei Söhnen Franz Anton (1679–1715), Ferdinand Bonaventura (1693–1781) und Joseph Anton (1695–1759) aufgeteilt. Allerdings musste auch die immense Schuldenlast bewältigt werden. Dem ältesten Sohn Franz Anton war neben Steyregg, Luftenberg und Roith auch Lustenfelden zugefallen. Die einzige Tochter Maria Josepha war mit Johann Wilhelm von Trautson vermählt, wurde aber nach dem Tode ihres Vaters von dem Erbe ausgeschlossen, wurde dafür aber vorerst mit einer Geldzahlung kompensiert. Aufgrund einer Auslosung fiel dem jüngeren Bruder 1721 Joseph Anton Lustenfelden zu. Dieser konnte die aufgehäuften Schulden nicht mehr bedienen und so kamen seine Güter unter Sequetration bzw. es erfolgte der Konkurs. Joseph Anton war 1759 ohne einen Erben verstorben. Eigentlich sollte aufgrund des Erbvertrages nun Ferdinand Bonaventura Lustenfelden übernehmen, musste aber ebenfalls Konkurs anmelden. 1765 wurde zwischen dem Sohn Ferdinand Bonaventura, dem Grafen Franz Josef (1719–1801), und den Kreditoren ein Vertrag geschlossen, nach dem dieser als Administrator seiner Güter selbstverantwortlich wirtschaften konnte. Ferdinand Bonaventura hatte noch einen weiteren Sohn, Guidobald (1724–1784). Dessen Söhne Ferdinand (1757–1813) und Johann Nepomuk (1779–1855) folgten als Erben nach. Unter diesen wurde 1848 das Untertanenverhältnis auch der Herrschaft Lustenfelden aufgelöst. Da Johann Nepomuk kinderlos verstarb, folgte ihm ein Enkel seines Bruders (1817–1872). Dessen Sohn Konrad († 1912) beantragte 1904 am k.k. Bezirksgericht, dass die beiden Fideikommisse Steyregg und Parz zusammengelegt werden. Auf ihn folgten seine beiden Söhne Paul (verunglückt am nördlichen Kriegsschauplatz 1915) und Nikolaus († 1917). Damit ist das Geschlecht der Ungnad von Weißenwolff in männlicher Linie erloschen.

## Lustenfelden (Kaplanhof) im 20. Jahrhundert
Der Freisitz Lustenfelden wurde von den Eigentümerfamilien der Hohenfurtner, der Hackhls, des Kaplans (dieser blieb auch nach dem Übergang des Besitzes an den Jörger hier wohnhaft) und der Jörger bewohnt. Während des Feloniestreits mit dem Bischof von Passau wurde des Sitz von oberländischen Leuten bewohnt. Die Ungnads hatten in Lustenfelden einige Räume als Absteigquartier eingerichtet. Das Kaplanhof genannte Gebäude wurde 1687 von Helmhart Christoph Graf von Weißenwolff zu einer Brauerei und einer Taverne umgestaltet. Auch dies wurde zwar von der Stadt Linz beeinsprucht, diese konnte sich aber nicht durchsetzen. Die Brauerei wurde immer an Pächter vergeben. Zu nennen sind die Familien Lackhner, Kreswang (Größwang), Gerhardinger, Zaintl, Prunmayr, Böck, Weyermayr und andere mehr. Diese Brauerei wurde die Vorgängerin der bedeutenden Poschacher Brau AG. 1854 wurde sie von Matthias Radler an Josef Poschacher weitergegeben. Unter diesem wurde die Biererzeugung bedeutsam gesteigert. Seine Nachfolger nahmen weitere Aktionäre auf und wandelten das Brauhaus 1904 in die Poschacher Brau AG um, die dann in der Brau Union Österreich AG aufgegangen ist.
In den Umsturzjahren des Ersten Weltkrieges dürfte die Brauerei im Kaplanhof aufgelassen worden sein und der einstige Freisitz ging an die Gemeinde Linz über. Zu Beginn des 20. Jahrhunderts war hier der Fuhrpark des Fuhrunternehmens Winkler untergebracht. 1924 folgte das städtische Arbeitsvermittlungs- und Erwerbslosenamt, später die Polizei. In der NS-Zeit war im Kaplanhof das Frauengefängnis. Am 31. März 1945 wurde das Gebäude durch Bomben schwer getroffen. Später wurde das Polizeirevier 6 und eine Abteilung des Gefangenenhauses für weibliche Häftlinge untergebracht.
Von dem Gebäude ist heute nichts mehr erhalten. An seiner Stelle (Kaplanhofstraße 40 / Ecke Nietzschestraße) befindet sich nun die Pädagogische Hochschule Oberösterreich.

## Spuren
In Linz erinnern der Stadtteil Kaplanhof, der gleichnamige statistische Bezirk (1957–2013 Kaplanhofviertel genannt) sowie die Kaplanhofstraße an Hans Balthasar Kaplan, den kurzfristigen Besitzer des ehemaligen Freisitzes Lustenfelden.